# 帝國文明
《帝國文明》（英语：Terra Militaris，台灣翻譯：Civilizations At War，簡稱CAW，香港版名称：四國誌），是由苏州市蜗牛电子有限公司推出的网页上第一款以中世纪战争为题材的即时战略网页游戏，它同时结合了策略与养成玩法。

## 开发历史
帝國文明於2010年4月16日開始限量測試，同年6月1日正式在中國大陸地區運營。於2011年3月21日公佈台灣地區代理公司為京群超媒體。由于游戏蜗牛暫停《帝國文明》所有海外版本的更新，其台湾营运商于2012年11月30日关闭了该游戏的台湾版本，香港营运商于2013年4月28日关闭该游戏的香港版本。
《帝国文明》获得了2011金翎奖“玩家最喜爱的十大网页游戏”、2011腾讯游戏风云榜“十大最受欢迎网页游戏”、2011年度游戏产业年会“十大最受欢迎的网页游戏”。

## 游戏内容
玩家要在埃及、罗马、波斯、中国四大文明中选择一个创建自己的角色，通过军事、文化、经济等各种方式扩大自己的文明地域，通过蛮荒时代、黑暗时代、封建时代、城堡时代、帝王时代、火器时代六个时代的逐级演进，完成统一世界的梦想。